# Episodi de L'ispettore Barnaby (undicesima stagione)
L'undicesima stagione del telefilm L'ispettore Barnaby è andata in onda nel Regno Unito dal 1º gennaio 2008 al 5 maggio 2010 sul network ITV.
| nº | Titolo originale      | Titolo italiano        | Prima TV UK      | Prima TV Italia |
| -- | --------------------- | ---------------------- | ---------------- | --------------- |
| 1  | Blood Wedding         | Matrimonio con delitto | 6 luglio 2008    | 10 maggio 2008  |
| 2  | Shot At Dawn          | La faida               | 1º gennaio 2008  | 18 maggio 2008  |
| 3  | Left For Dead         | Patto di sangue        | 20 luglio 2008   | 24 maggio 2008  |
| 4  | Midsomer Life         | Recensioni pericolose  | 13 luglio 2008   | 31 maggio 2008  |
| 5  | The Magician's Nephew | Rito di iniziazione    | 27 luglio 2008   | 14 giugno 2008  |
| 6  | Days Of Misrule       | Giorni di malgoverno   | 24 dicembre 2008 | 5 giugno 2008   |
| 7  | Talking To The Dead   | Fantasmi a Monk Burton | 5 maggio 2010    | 14 marzo 2009   |